# Pápateszér vasútállomás
Pápateszér vasútállomás egy megszűnt Veszprém vármegyei vasútállomás, melyet a MÁV üzemeltetett Pápateszér településen. A község nyugati határszéle közelében, külterületek között helyezkedett el, közvetlenül a 832-es főút szintbeli vasúti keresztezése mellett.

## Vasútvonalak
Az állomást az alábbi vasútvonalak érintették:
- Környe–Pápa-vasútvonal

## Kapcsolódó állomások
A vasútállomáshoz az alábbi állomások vannak a legközelebb:
- Bakonytamási megállóhely (Tatabánya vasútállomás, Környe–Pápa-vasútvonal)
- Franciavágás vasútállomás (Pápa vasútállomás, Környe–Pápa-vasútvonal)